# TGS-NOPEC Geophysical Company
TGS-NOPEC Geophysical Company (OSE: TGS
), ofte kaldet TGS er en norsk geofysikvirksomhed. Selskabet blev etableret i 1998 ved en fusion mellem TGS (Tomlinson Geophysical Services Inc.), Calibre Geophysical Co. Inc (etableret i 1981), og NOPEC (NOrwegian Petroleum Exploration Consultants) International ASA som blev etableret i 1981, med finansiel hovedkvarter i Oslo i Norge. Omsætningen i TGS-NOPEC var i 2013 på 883,4 mio. amerikanske dollars.
Kontorer er lokaliseret i Oslo, Calgary, Houston, London og Perth. TGS tilbyder multi- client geovidenskabsdata til olie og naturgasefterforskning og produktionsvirksomheder over hele verden gennem fire produktgrupper. Multi-client geofysiske data, multi-client geologiske data, billedbehandlings-services og reservoir-løsninger. TGS’s databehandling modtager opgørelser og lagrer seismiske data bånd og materialer til multi-client 2D og 3D seismiske undersøgelser.